# Martin Rauch
Martin Rauch (* 15. Juni 1965 in Bern) ist ein ehemaliger Schweizer Eishockeyspieler, der während seiner Profilaufbahn vorwiegend für den SC Bern in der Nationalliga A spielte und mit den Stadtbernern vier Mal die Schweizer Meisterschaft gewann.

## Karriere
Der auf der Position des Verteidigers agierende Martin Rauch spielte in seiner Jugend für den im Westen Berns gelegenen EHC Rot-Blau Bern-Bümpliz, ehe er ab 1982 für den SC Bern in der Nationalliga B aktiv war. In der vierten NLB-Saison gelang am grünen Tisch der Aufstieg in die Nationalliga A. Rauch, der sich rasch als Stammspieler etabliert hatte, gewann mit dem Stadtberner Club in der Saison 1988/89 seine erste Schweizer Meisterschaft unter Cheftrainer Bill Gilligan. Es folgten die Titelgewinne in den Jahren 1991, 1992 und 1997.
Nach 18 Jahren im Dress des SC Bern verliess der Linksschütze die Berner und wechselte zu Fribourg-Gottéron, für die er zwei Saisons bestritt. Es folgten noch zwei weitere Spielzeiten in der höchsten Spielklasse beim Leventiner Verein HC Ambrì-Piotta, ehe er die Lockout-Saison 2004/05 beim NLB-Club EHC Biel verbrachte. In der National League B spielte Rauch ebenfalls für den EHC Olten und HC Ajoie, ehe er 2011 seine Profikarriere beendete. Mit 1310 Spielen in der NLA und NLB ist er der Rekordspieler, ausserdem war auch der älteste Akteur mit 45 Jahren in der NLB. Im September 2011 setzte er seine Laufbahn als Amateurspieler bei seinem Jugendverein EHC Rot-Blau Bern-Bümpliz in der 2. Liga fort. 2015 beendete Rauch seine aktive Karriere.
Die Trikotnummer 7 des langjährigen SCB-Verteidigers wurde vom Club gesperrt und unters Hallendach der PostFinance-Arena gehängt.

### International
Für die Schweiz absolvierte Rauch insgesamt 116 Länderspiele und vertrat sein Heimatland bei mehreren Weltmeisterschaften, wobei er temporär ebenfalls Mannschaftskapitän der Eisgenossen war.

## Erfolge und Auszeichnungen
- 1989 Schweizer Meister mit dem SC Bern
- 1991 Schweizer Meister mit dem SC Bern
- 1992 Schweizer Meister mit dem SC Bern
- 1997 Schweizer Meister mit dem SC Bern